# Bruchstraße (Braunschweig)
Die Bruchstraße in Braunschweig mit ihren Koberfenstern in historischen Fachwerkhäusern ist das Zentrum des Rotlichtviertels der zweitgrößten Stadt Niedersachsens.
An beiden Straßenenden befinden sich eiserne Tore, von denen das eine (zur Wallstraße hin) zumeist offen steht, während das andere (zur Friedrich-Wilhelm-Straße hin) um einen Winkel herum ständig einen kleinen Durchlass lässt.

## Geschichte
Die spätere Bruchstraße entstand als ein Teil des alten Bruches. Er wurde bereits 1307 als „palus“ und später als „dat brok“ erwähnt und bildete eine sumpfige Insel, die anfangs aus einer mit Weiden bepflanzten Niederung bestand und bis in das 15. Jahrhundert hinein ohne städtische Bebauung war. Die Bruchinsel wurde von einem kleineren Wasserlauf „de middelste ride“ durchquert. Dieser trennte die westliche Spitze des Dreiecks von der Osthälfte. Als erstes wurde hier die städtische Treibhütte (eine Gießerei) errichtet. Hier wurde die Grubenerde aus den Bergwerken des Harzes verarbeitet und Erze gewonnen. Hier entstanden am Anfang des fünfzehnten Jahrhunderts „Meisterwerke der Gießkunst“. Um 1440 wurden weitere Gebäude im Bruch errichtet und die Gießerei wurde aufgrund ihrer großen Feuergefährlichkeit nicht mehr betrieben. So entstanden im Bruch drei Straßen, die ein etwas gleichschenkliges Dreieck bilden. Die Bruchstraße zieht sich an der Nordwestseite der ehemaligen Insel entlang und lag an der Wasserseite am Ostarm der kanalisierten Oker. An ihrem Südende zweigt in östlicher Richtung die Wallstraße ab. Die Leopoldstraße bildet die dritte Seite des Dreiecks. Im Jahr 1441 erhielt Alberd van Vechelde vom Rat der Altstadt die Erlaubnis auf dem Bruch zwischen der „middelsten ride unde dem ströme“ einen Garten anzulegen. 1448 erhielten Cord von Strobeke und Gerke Pawel ebenfalls Grundstücke zur Herstellung von Gärten an der späteren Bruchstraße. 1491 errichtete Johann Pelte ein Haus in seinem Garten neben dem von Alberd van Vechelde. Die Beschaffenheit des Bruches wurde ab 1418 verbessert, indem er mit Sand aufgefüllt und Dämme errichtet wurden. In den Jahren 1443 bis 1446 wurden je 63 Fuder luttersche Steine hierher gebracht, um das Land durch Aufschüttungen und Entwässerung trockenzulegen. Durch diese Maßnahmen hat der Bruch seinen sumpfigen Charakter verloren, und das Niveau wurde an das des Bankplatzes, des Kohlmarktes und der Schuhstraße angeglichen. Die Vergabe der Grundstücke an Mitglieder der Ratsgeschlechter schloss die Erlaubnis zur Errichtung von beliebig vielen Buden auf dem Gelände ein. Es entstand eine verwinkelte Siedlung.
Die Geschichte der Bruchstraße als Ort der Prostitution reicht bis ins Mittelalter zurück. 1596 gab es auf dem Bruch einige Winkelkneipen, die Verbrechern und vom Gesetz Verfolgten als Unterschlupf dienten. Der Bruch bot durch seine Randlage und Unübersichtlichkeit sowie die Wasserverbindungen günstige Gelegenheiten zum Entweichen aus der Stadt. Der Rat der Stadt erließ daher ein Edikt, dass diese Häuser geschlossen werden mussten.

„Wir wollen auch alle Klip- und Hurenn Krüge hiermit auf dem Bruche abgeschafft haben und niemandt derents bier ausszuschenken gestatten“

Auch Huren ließen sich hier, trotz eines im Jahr 1594 erlassenen Verbotes jeglicher Unzucht, nieder. Zuvor waren sie in Bordellen in der Echternstraße und in der Mauernstraße tätig. Der Rat ließ zudem die Bruchtore abends 8 Uhr schließen. Viele der Gebäude in der Bruchstraße waren bis ins 18. Jahrhundert hinein im Besitze von ehrsamen Fischern, Lohgerbern, Gärtnern und anderen angesehenen Bürgern. Das erste offizielle Bordell soll sich im Haus Nr. 382 befunden haben, das später „die Kaffeemühle“ genannt wurde. In den Jahren 1753 und 1798 war die spätere Bruchstraße unter dem Namen „Wasserseite“ in den Stadtplänen verzeichnet. Auch im Adressbuch von 1836 taucht diese Bezeichnung noch auf. Ab 1837 war der Bruch in fünf Teile eingeteilt; die alte Rathausseite (Leopoldstraße Nr. 301–329), die Wallseite (Wallstraße Nr. 330–335 und 405–421), Stockhausseite (Wallstraße Nr. 336–339 und 389–404), Logenseite (Nr. 340–358) und Wasserseite (Nr. 359–388). Seit 1844 wurde nur noch in Logenseite, Wallseite und Wasserseite unterteilt was den drei Straßen entspricht. 1845 wurde die Leopoldstraße vom Bruch getrennt.  1858 etablierten sich für die verbliebenen zwei Seiten die Namen Wallstraße und Bruchstraße.
Verschont von  Bombenangriffen während des  Zweiten Weltkriegs stehen auch heute noch in der Bruchstraße 33 Fachwerkhäuser, in denen Prostitution ausgeübt wird.